# تاريخ الميلاد الموحد
1/ 7 أو 1 رجب أو تاريخ الميلاد الموحد هو تاريخ ميلاد افتراضي وضعته الحكومة السعودية كتاريخ ميلاد لجميع السعوديين الذين يجهلون تاريخ يوم وشهر ميلادهم الصحيح، أو لا يمتلكون شهادات ميلاد تثبت تاريخاً محدداً لميلادهم، حيث اختارت الحكومة السعودية أول يوم من شهر رجب في منتصف السنة الهجرية كتاريخ ميلاد لهم. وتم تثبيت هذا التاريخ بأمر من مجلس الوزراء السعودي. كما يعتبر نفس اليوم الذي يحال عليه أغلب موظفي الدولة للتقاعد بسبب تاريخ الميلاد الموحد. ويعتبر هذا موعد ميلاد معظم الشعب السعودي من تزيد أعمارهم عن الخمسين عاما. ويتم الاحتفال سنويًا بشكل غير رسمي بهذا اليوم في السعودية.

## خلفية تاريخية
مع بداية العمل بنظام الأحوال المدنية وتسجيل بيانات المواطنين في الأوراق الثبوتية ظهرت مشكلة عدم معرفة الكثير تاريخ ميلادهم بالكامل حيث كان الأغلب يتذكر العام دون الشهر واليوم ونظرًا لأهمية هذه البيانات صدر أمر من مجلس الوزراء السعودي بأن يتم تحديد تاريخ يوم مولد المواطنين الذين لا يعرفون تاريخ ميلادهم بمنتصف العام الهجري أي يوم 1/ 7 وهو أول يوم من شهر رجب. وصرحت وكالة الأحوال المدنية السعودية، أن تدوين تاريخ الميلاد بدقة مهم جدًا لارتباطه بعدد من الخدمات ومنها التقاعد، لذلك تم تثبيت تاريخ ميلاد جميع السعوديين ممن يجهلون تاريخ يوم وشهر ميلادهم الصحيح بمنتصف السنة الهجرية أي يوم 1-7، حيث جاء ذلك حلا لمشكلة كبيرة أرّقت الأجهزة الحكومية.